# Arun (distretto)
Arun è un distretto del West Sussex, Inghilterra, Regno Unito, con sede a Littlehampton.
Il distretto fu creato con il Local Government Act 1972, il 1º aprile 1974 dalla fusione dei distretti urbani di Littlehampton e Bognor Regis col borough di Arundel, parte del distretto rurale di Worthing e del distretto rurale di Chichester.

## Parrocchie civili
- Aldingbourne
- Aldwick
- Angmering
- Arundel
- Barnham
- Bersted
- Bognor Regis
- Burpham
- Clapham
- Climping
- East Preston
- Eastergate
- Felpham
- Ferring
- Findon
- Ford
- Houghton
- Indian Gay
- Kingston
- Littlehampton (town council)
- Lyminster
- Madehurst
- Middleton-on-Sea
- Pagham
- Patching
- Poling
- Rustington
- Slindon
- South Stoke
- Walberton
- Warningcamp
- Yapton